# Hypsoblennius maculipinna
Hypsoblennius maculipinna är en fiskart som först beskrevs av Regan, 1903.  Hypsoblennius maculipinna ingår i släktet Hypsoblennius och familjen Blenniidae. IUCN kategoriserar arten globalt som otillräckligt studerad. Inga underarter finns listade i Catalogue of Life.